# Lunania polydactyla
Lunania polydactyla är en videväxtart som beskrevs av Ignatz Urban. Lunania polydactyla ingår i släktet Lunania och familjen videväxter. Inga underarter finns listade i Catalogue of Life.